# 31502 Hellerstein
31502 Hellerstein è un asteroide della fascia principale. Scoperto nel 1999, presenta un'orbita caratterizzata da un semiasse maggiore pari a 2,4500057 UA e da un'eccentricità di 0,1646372, inclinata di 2,38980° rispetto all'eclittica.